# نيل بلو
نيل بلو (بالإنجليزية: Neal Blue)‏ هو مسير أعمال أمريكي، ولد في 1935 في ميكر في الولايات المتحدة.